# Psammopolia ochracea
Psammopolia ochracea là một loài bướm đêm thuộc họ Noctuidae. Loài này có ở coastal California between San Francisco và Los Angeles.
It occurs on sand beaches và is nocturnal.
Con trưởng thành bay vào tháng 9 và tháng 10.